# Ivan Kozlovsky
Ivan Semyonovitch Kozlovsky (Marianivka, Kiev, 24 de março de 1900 — Moscou, 21 de dezembro de 1993) foi um tenor lírico soviético. Foi também produtor e diretor de sua própria companhia de ópera e, de longa data, do Consevatório de Moscou. Seu nome em russo é Ива́н Семё́нович Козло́вский(Ivan Semyonovich Kozlovskiy) e em ucraniano Іван Семенович Козловський(Ivan Semenovich Kozlovs'kiy); seu sobrenome é por vezes transliterado Kozlovskiy ou Kozlovskij.

## Vida
Ivan Kozlovsky nasceu na aldeia de Marianivka perto de Bila Tserkva , a província de Kiev , o Império Russo (agora na Ucrânia ), e começou a cantar aos sete anos de idade no coro do Mosteiro de Cúpula Dourada de São Miguel . Ele passou a estudar teatro, piano e canto (com a famosa soprano Olena Muravyova ) no Kyiv National IK Karpenko-Kary Theatre, Cinema and Television University . Ele também cantou com seu irmão no coral de Alexander Koshetz em Kiev. Esta instrução foi interrompida após dois anos, devido à eclosão da guerra civil no rescaldo daRevolução Russa . Kozlovsky cantou em um quarteto vocal sob a direção de O. Sveshnikov . Sua voz permitiu que ele se juntasse aos engenheiros do exército, como vocalista de uma banda militar.
Ele fez sua estréia operística em 1920 como Fausto no teatro Poltava , onde cantou até 1923. Seguiu-se com compromissos na ópera de Kharkiv em 1923-4, e no teatro de ópera de Yekaterinburg (então chamado Sverdlovsk) em 1924-6, antes de tornando-se um dos principais tenores do Teatro Bolshoi em Moscou de 1926 a 1954. Ele teve uma audição memorável no Bolshoi em 1924, supostamente atingindo as notas mais altas do registro com facilidade (ao longo de sua carreira, ele desenvolveu uma reputação de cantar o nota mais alta possível e pendurada nela para a adulação adicionada). No Bolshoi, ele ficou sob a orientação de Leonid Sobinov, o principal tenor russo na época. Kozlovsky passou a cantar em mais de 50 óperas como tenor principal do Bolshoi.
Em 1938, Kozlovsky organizou e dirigiu um conjunto de concertos de cantores de ópera, VTO Soviet Opera Ensemble , dirigindo-se em Werther de Massenet e Orfeo ed Euridice de Gluck , entre outras produções. Ele foi premiado com a prestigiosa designação de Artista do Povo da URSS em 1940.
Kozlovsky era conhecido por ser o cantor favorito de Joseph Stalin. Kozlovsky ganhou grande renome em toda a União Soviética, mas nunca foi autorizado a deixar suas fronteiras.
Kozlovsky tinha uma rivalidade amigável com Sergei Lemeshev, outro cantor de ópera imensamente popular na Rússia. Ambos frequentemente cantavam os mesmos papéis, e os amantes da ópera russa eram divididos em apoiadores de um ou de outro. O saguão do teatro era um local para brigas entre os fãs jocosamente chamados de "lemeshistki" e "kozlovityanki".
Kozlovsky casou-se com a popular atriz Alexandra Herzig (1886-1964), que era 14 anos mais velha que ele e muito mais conhecida, fazendo com que o público se referisse a ele como "marido de Herzig". Mais tarde, quando alcançou maior fama, Herzig ficou conhecido como "a esposa de Kozlovsky". Depois que seu primeiro casamento terminou em divórcio, Kozlovsky se casou novamente, desta vez com uma atriz 14 anos mais nova que ele, Galina Sergeyeva . Sergeyeva interpretou a protagonista feminina nos filmes Pyshka (Пышкa) (" Boule de Suif ", 1934), Lyubov Alyony (Любoвь Aлёны) ("Alyona's Love", 1934) e Vesennie dni (Весенние дни)("Dias de Primavera", 1934). Embora ela tenha lhe dado duas filhas, o casamento com Kozlovsky não durou muito.

## Kozlovsky e performances solo
Kozlovsky deu muitos concertos em toda a União Soviética, cantando canções e romances russos e ucranianos, bem como lieder alemão de Schubert , Schumann e Liszt . Ele ensinou canto no Conservatório de Moscou de 1956 a 1980. Depois de 1954, Kozlovsky continuou a aparecer ocasionalmente no Bolshoi, dando sua última aparição em 1970 no papel de Yurodivy (o Simpleton) em Boris Godunov . Ele continuou a aparecer frequentemente em público e até cantou em 4 de julho de 1985 no aniversário de 90 anos de Mark Reizen no Bolshoi. O último concerto dado por Kozlovsky ocorreu em 1989 na Casa Central dos Escritoresem Moscou. Ele morreu em Moscou aos 93 anos.

## Citações
"Dizem que Ivan Kozlovsky considerava sua voz como seu único bem e rezava todas as manhãs agradecendo ao Senhor pelo presente inestimável que Ele lhe deu..." (Olga Fyodorova, Retratos musicais)
"Lemeshev é um Gherman muito mais lírico e terno do que aqueles a quem nos acostumamos. Ele e Kozlovsky eram rivais de longa data; cada um canta a ária de Lensky, com ênfases bem diferentes." (Stefan Zucker)
"31 de outubro de 2005, 17:31. Monumento ao conhecido cantor ucraniano Ivan Kozlovsky a ser erguido em Kiev . Esta decisão foi tomada pela Prefeitura de Kiev. Foi decidido que a administração do distrito de Pechersk deve erguer o monumento às suas custas." (Da notícia oficia)

## Discografia
- The Great Russian Tenor - Ivan Kozlovsky: Pearl GEM0221, Released 7 February 2005 ADD
- Russian Opera at the Bolshoi: The Vintage Years: DVD Region 1 (playable worldwide) #FD2019, Russian, English subtitles. 112m. B& W/Color, Dolby Digital audio.
- Tchaikovsky, Eugene Onegin Aleksandr Ivanovich Orlov: Melodiya D 0253/60 (1952), D 09377/82(1962), Chant du Monde LDX 8088/90, Bruno 23001/3, Colosseum CRLP 10270, 80 and 90
- Mussorgsky, Boris Godunov, Melodiya D 0305/12 (1952), D 05836/43 (1959); Ultraphone 159/62; Bruno 23025/7; Colosseum 124/6; Period SPLP 554 (1952), 1033[3]

## Legado
Kozlovsky cantou mais de 50 papéis operísticos, e ficou especialmente famoso como Lensky em Eugene Onegin , Berendey em The Snow Maiden , Levko em May Night , the Indian Guest em Sadko , Vladimir em Prince Igor , Nero na ópera de Rubinstein , Dubrovsky na ópera de Napravnik , e assim por diante. Também se destacou no repertório ocidental: Fausto ( Gounod ), Werther , Rigoletto , O Barbeiro de Sevilha , Lohengrin , Orfeo ed Euridice , La traviata , La bohème, e assim por diante.

Em setembro de 1993, o cinturão de asteróides 4944 Kozlovskij foi nomeado em homenagem à carreira de Ivan Kozlovsky ( MPC 22504 );  seu famoso rival Sergey Lemeshev recebeu a mesma honra com o asteróide 4561 Lemeshev após sua morte em 1978.